# Force Majeure
Force Majeure is het twaalfde album van Tangerine Dream; het verscheen in 1979. 

## Inleiding
Na het vertrek van Steve Jolliffe ging TD als trio verder. Handhaving van Jolliffe zou in de ogen van Froese en Franke muzikaal geen vooruitgang betekenen. De drie overgebleven leden trokken daarop de Hansa Studio in Berlijn in onder leiding van geluidstechnicus Eduard Meyer, die ook cello speelt op het album. Het album laat een kleurenpalet aan stijlen horen. In rapsodische vorm komen ambient (stilstand) en sequencerondersteunde melodielijnen voorbij. Deze melodielijnen ondersteund met slagwerk, lijken de muziek meer te sturen richting de progressieve rock, dan naar de Berlijnse School voor elektronische muziek. Froese constateerde achteraf dat het album optimistisch klonk; hij gaf de schuld van sombere klanken in het verleden aan de invloed van Peter Baumann en met dit album zou TD zich daarvan los hebben gemaakt.
Gedurende de eindmix van Thru metamorphic rocks was er een storing in een van de transistoren, de band heeft dat in de opnamen laten zitten. Het nummer Force majeure heeft een melodielijn die later herbruikt werd in de soundtrack van Risky business. Andere stukken kwam gearrangeerd terug als Igneous van Thief en Dream mixes IV.
In de nasleep van het album vertrok Krueger naar Iggy Pop. Froese en Franke vonden een live drumstel behoorlijk ingewikkeld in te passen in de elektronische apparatuur. Het vertrek had grote invloed op TD; ze kwamen niet verder. Alhoewel Force Majeure hun bestverkochte album in Engeland werd, moest een geplande concertreeks afgezegd worden in verband met gebrek aan financiële middelen. Bovendien ging de leidende muziekstroming richting kortere nummers (invloed van punk) en de lange instrumentale soli vielen niet meer goed bij dat gewijzigde publiek. In de nasleep van Force Majeure werd TD tijdelijk opgeheven; er volgden helemaal geen concerten in 1979. Froese trok de studio in voor de opnamen van zijn album Stuntman en werd door (opnieuw) geluidstechnicus Eduard Meyer gewezen op Johannes Schmoelling. Zijn instappen betekende een herstart van TD.
Opvallend is dat bij de samenstelling van de verzamelbox In search of Hades geen  opgenomen muziek werd teruggevonden dat op de plank was blijven liggen, bij alle andere albums werden die wel gevonden.

## Musici
- Edgar Froese, Christopher Franke – synthesizers en elektronische, Froese ook gitaar
- Klaus Krueger – slagwerk
- Eduard Meyer – cello, tevens geluidstechnicus.

## Muziek
Allen van Franke, Froese

| Nr. | Titel         | Duur  |
| --- | ------------- | ----- |
| 1.  | Force majeure | 18:18 |

| Nr. | Titel                  | Duur  |
| --- | ---------------------- | ----- |
| 1.  | Cloudburst flight      | 7:21  |
| 2.  | Thru metamorphic rocks | 14:15 |

## Titeltrack
Paul Rijkens omschreef de titeltrack in 2021 als een epic zonder woorden. Hij hoorde een intro dat gepast had bij een horrorfilm. De cello maakt daar een eind aan en dan komen de sequences waar TD bekend mee werd op gang. Doordat Froese boven de sequences en synthesizers zowel akoestische en elektrisch gitaar speelt, krijgt het nummer een duw richting progressieve rock. Nadat de synthesizers het weer overnemen komt een thema tevoorschijn dat diverse keren herhaald wordt en zijn einde vindt in de klanken van een voorbijrijdende stoomtrein. Aansluitend zijn de horrorgeluiden terug, komt ook Froese met zijn gitaar weer terug. Het geheel eindigt volgens Rijkens in een variant van synthpop, nog steeds zonder tekst. Hij constateerde ook dat de track nooit in haar geheel het podium heeft bereikt, wel zijn er delen van uitgevoerd. 
Het album hield het zeven weken uit in de Britse albumlijst.
| Hitnotering: 17-02-1979 t/m 06-04-1979 | Hitnotering: 17-02-1979 t/m 06-04-1979 | Hitnotering: 17-02-1979 t/m 06-04-1979 | Hitnotering: 17-02-1979 t/m 06-04-1979 | Hitnotering: 17-02-1979 t/m 06-04-1979 | Hitnotering: 17-02-1979 t/m 06-04-1979 | Hitnotering: 17-02-1979 t/m 06-04-1979 | Hitnotering: 17-02-1979 t/m 06-04-1979 | Hitnotering: 17-02-1979 t/m 06-04-1979 |
| Week:                                  | 1                                      | 2                                      | 3                                      | 4                                      | 5                                      | 6                                      | 7                                      |                                        |
| -------------------------------------- | -------------------------------------- | -------------------------------------- | -------------------------------------- | -------------------------------------- | -------------------------------------- | -------------------------------------- | -------------------------------------- | -------------------------------------- |
| Positie:                               | 29                                     | 26                                     | 35                                     | 32                                     | 29                                     | 45                                     | 67                                     | uit                                    |